# 서하
서하(서하어:  phôn¹ mbın² lhi̯ə tha², , 중국어: 西夏 병음: Xī Xià, 티베트어: 미냐크(Minyak))는 1038년에서 1227년까지 중국 북서부의 간쑤성(甘肅省), 산시성(陝西省)에 위치했던 티베트인의 분파인 탕구트족의 왕조이다. 왕성은 이(李)씨이다.
탕구트족 중심 세력이자 탁발씨(拓跋氏)의 후예였던 탕구트 족장 이계천(李繼遷)의 직계 후손 조원호(趙元昊)가 송나라 황실 귀족 세력의 포소(包所)를 배탈(背脫)한 직후 이원호(李元昊)로 개성명(改姓名)하여 창건하였다. 1032년에 개창하였으며 1038년에 경종 이원호가 황제를 칭하였고 1227년 8월 28일에 툴루이가 이끄는 몽골군에 의해 멸망하고 만다.
서하는 전성기에 북으로는 고비 사막, 남으로는 난주, 동으로는 황하, 서로는 옥문에 이르는 영토를 가지고 있었다.
서하는 탕구트 유목민들이 간쑤성, 알라샨, 오르도스에 세운 나라이다. 탕구트인들은 티베트 종족에 속하였으며 국교는 불교였고 중국의 영향으로 문화가 상당한 수준으로 발달되어 있었으며 한자에서 파생된 문자 서하 문자를 가지고 있었다.

## 국호
탕구트족은 자신의 나라를 𗴂𗹭𗂧𘜶, "크고 높은 나라"(phiow¹-bjij²-lhjij-lhjij², 大白高國)라고 불렀었다. 9세기 후반 황소의 난 당시 평하부의 탁발사공이 대황소 토벌군에 참여하여 황소의 난 평정에 기여한 공로로 당나라 조정로부터 이(李)씨를 하사받고, 하국공(夏國公)으로 봉해진다. 983년 이계천은 하왕을 자처했으며, 1005년 송나라의 공격을 막아낸 이덕명(李德明)은 송나라와 화의하고 송 황실로부터 조(趙)씨 성을 하사받고 은주, 유주 절도사의 직책을 받는다. 서하는 1038년까지 송나라의 제후였다.

## 서하의 송나라 침입
1038년 조원호가 조씨 성을 버리고 이(李)씨로 바꾸며 황제의 자리에 올랐다. 나라의 이름을 대하(大夏)로 정해 고대 중국 하나라의 계승을 자처하였고 연호를 천수예법연조(天授禮法延祚)로 고쳤다. 서하 문자를 제정하고 관제를 확립하는 등 독립국가의 면모를 갖추려 하였다. 서하는 송나라에게 동등한 관계를 요구하였으나 송나라는 서하 황제의 지위를 인정하지 않았다.
1041년 서하군이 송나라 영토 근처에 집결해 양국 간 호수천 전투가 벌어졌는데, 송군이 패배해 전사자가 1만 3천 명에 달했다. 그 후 2년 여간 전쟁이 계속되었는데, 송나라와 요나라가 강화를 맺고 서하의 병사와 백성들이 느끼는 전쟁의 피로가 커지는 등 전황이 서하군에 유리하지 않게 되자 서하에서는 송나라에 강화를 요청했다.
송나라는 서하와 요나라와의 동맹을 우려하여 서하의 강화 교섭을 받아들였다. 1044년 송이 서하에게 매년 조공을 바치는 대신 서하에서는 송나라의 황제를 인정하고 신하의 나라가 되는 조건의 강화를 맺었다. 그래서 서하의 황제는 하국왕(夏國王)에 봉해졌고, 송나라는 평화유지를 위해, 사실 상 공물에 해당하는 비단 13만 필, 은 5만 냥, 차 2만근을 매년 서하국에 보내기로 하였다.
이후 서하는 송나라 및 화북 지역에 있던 내륙 아시아인인 거란족의 요나라와 불안한 3국관계를 유지했다. 서하는 송의 관제를 모방했으며, 독자적인 문자를 제정했다. 다른 역대 중국 제정 황조와는 달리 불교를 열렬히 신봉하여, 불교를 국교로 삼았다.

## 서하의 멸망
서하의 정치 상황은 갈수록 부패가 만연하고 경제 사정은 열악해져 갔다. 게다가 1202년부터 서하는 당시 국력이 신장하고 있던 칭기즈 칸이 이끄는 몽골의 침략을 6번이나 받게 된다. 이런 문제점을 명분으로 1206년 왕의 사촌 이안전은 환종 이순우를 시해하고 황제 자리에 즉위하였다(양종). 그런 만큼 이안전은 몽골의 침입에 대비해 군사력 증강에 힘썼다. 그러나 그러한 보람도 없이 1207년 몽골의 대대적인 침입에 수도가 함락될 위기에 놓였고, 결국 이안전은 몽골에게 항복하고 자신의 딸을 보내 칭기즈 칸과 혼인시켰다. 이후 서하는 몽골의 명령을 받아 금나라와 오랜 전쟁을 치렀는데 이는 양국의 국력을 쇠퇴하게 하였다. 1211년 왕의 조카 신종 이준욱이 반역을 일으키자 양종은 퇴위하였으며 그 해 사망했다. 금(金)과의 오랜 전쟁으로 서하(西夏)의 국력은 급속히 쇠퇴했으며, 1226년에는 칭기즈 칸의 서정(西征) 참가를 거부하여 끝내 칭기즈 칸의 분노를 샀고 다시 몽골의 침입을 받았다. 이러한 정치적 혼란과 국력의 소모에 의해 결국 말제 이현은 몽골 제국에 항복을 요청한다. 그러나 칭기즈 칸이 사망하자 몽골 장수들이 서하의 반격을 우려하게 되었다. 결국 얼마 뒤 이현은 몽골 군사들에 의해 암살당하고 서하는 멸망하고 만다.
칭기즈 칸은 죽기 직전에 서하인을 하나도 남김없이 죽이라는 유언을 남겼는데, 이는 서하의 저항이 끈질겨 칭기즈 칸을 분노하게 만들었기 때문이다. 중국 국영 CCTV의 보도에 따르면, 몽골군은 서하인을 매우 철저하게 살육해서 멸족시켰기 때문에 현재는 서하인의 후손을 발견하기 어렵다고 한다. 다만 모든 서하인이 전부 살해당한건 아니었으며 살아남은 서하인들은 몽골 제국의 지배 계급인 색목인으로 편성되었다.

## 언어와 문화
서하(西夏)는 독자적인 언어와 문자를 사용했는데, 탕구트어라고도 부르는 서하어(西夏語)는 중국티베트어족의 티베트-버마어파에 속하며, 1036년에 공포된 서하문자(西夏文字)는 한자(漢字)와 마찬가지로 1자가 1음절 곧 1낱말을 나타내는 표의문자였다. 서하문자(西夏文字)로 <논어(論語)>, <맹자(孟子)>, <손자병법(孫子兵法)> 등의 서적이나 불경을 서하어로 번역하였고, <신집금쇄장치문(新集金碎掌置文)>, <신집금합도(新集錦合道)> 등의 문학 작품도 전해진다. 그리고 인쇄국(印刷局)인 각자사(刻字司)를 두어 문자 보급을 위해 단어집(單語集)이나 음운조직(音韻組織)을 정리한 운서(韻書) 등의 서적을 출판하였다. 몽골에 의해서 멸망당한 후 서하의 민족과 언어는 절멸(絶滅)됐으나, 이들 서적이 남아 있었기 때문에 서하 문자(西夏文字)는 오늘날에 와서 그 발음이나 의미가 파악되고 있다. 특히 서적 중에는 불경이 많은데 그 가운데 대부분은 한역 불경의 번역이므로 한자 문헌과의 대조가 가능하고 그것을 이용하여 서하문자의 해독의 진행되었다. 지금은 완전히 해독되고 있다.
서하(西夏)는 비단길을 통한 동서 교역을 매개하며 무역의 이익을 독점하며 크게 세력을 넓혔다. 그리고 송(宋)과 활발히 교역하며 농경과 유목, 한족(漢族) 문화와 탕구트(Tangut) 고유 문화가 결합된 문화를 발전시켰다. 닝샤 후이족 자치구(寧夏回族自治區)의 인촨(銀川) 서쪽의 허란산(賀蘭山) 기슭에서 발견된 서하(西夏) 왕릉에는 9개의 황제릉을 포함해 250여 개의 묘지가 분포해 있는데, 서하(西夏) 문화의 특징을 알려주는 수많은 유물과 부장물들이 출토되었다. 특히 서하왕릉의 능탑(陵塔)은 ‘동방의 피라미드’라고 불릴 정도로 웅장하면서도 독특한 건축양식을 보여준다. 또한 서하(西夏)는 불교가 발달해 카라호토(黑水城, Kara Khoto)와 둔황(敦煌) 일대에 회화와 탑 등의 불교 미술 작품들을 남겼다. 불교를 국교화하여 국가에 화상공덕사(和尙功德司), 출가공덕사(出家功德司)라는 관청을 설치했고, 각지에 절이나 탑을 세우고 불교 경전을 서하어로 번역하여 보급했다.

## 서하의 역대 황제
| 대수   | 묘호                            | 시호                                 | 성명           | 연호 | 재위기간        | 능호       |
| ------ | ------------------------------- | ------------------------------------ | -------------- | --- | --------------- | ---------- |
| -      | 하 태조 (夏太祖) (하 경종 추숭) | 신무황제 (神武皇帝)                  | 이계천(李繼遷) | - | -               | 유릉(裕陵) |
| -      | 하 태종 (夏太宗) (하 경종 추숭) | 광성황제 (光聖皇帝)                  | 이덕명(李德明) | - | -               | 가릉(嘉陵) |
| -      | 하 경종 (夏景宗)                | 무열황제 (武烈皇帝)                  | 이원호(李元昊) | 현도(顯道) 1032년 ~ 1034년 개운(開運) 1034년 광운(廣運) 1034년 ~ 1036년 대경(大慶) 1036년 ~ 1038년 | 1032년 ~ 1038년 | 태릉(泰陵) |
| 제1대  | 하 경종 (夏景宗)                | 무열황제 (武烈皇帝)                  | 이원호(李元昊) | 천수예법연조(天授禮法延祚) 1038년 ~ 1048년 | 1038년 ~ 1048년 | 태릉(泰陵) |
| 제2대  | 하 의종 (夏毅宗)                | 소영황제 (昭英皇帝)                  | 이양조(李諒祚) | 연사녕국(延嗣寧國) 1049년 천우수성(天祐垂聖) 1050년 ~ 1052년 복성승도(福聖承道) 1053년 ~ 1056년 차도(奲都) 1057년 ~ 1062년 공화(拱化) 1063년 ~ 1067년                                                                                   | 1048년 ~ 1067년 | 안릉(安陵) |
| 제3대  | 하 혜종 (夏惠宗)                | 강정황제 (康靖皇帝)                  | 이병상(李秉常) | 건도(乾道) 1067년 ~ 1068년 천사예성국경(天賜禮盛國慶) 1069년 ~ 1074년 대안(大安) 1075년 ~ 1085년 천안예정(天安禮定) 1086년 | 1067년 ~ 1086년 | 헌릉(獻陵) |
| 제4대  | 하 숭종 (夏崇宗)                | 성문황제 (聖文皇帝)                  | 이건순(李乾順) | 천의치평(天儀治平) 1086년 ~ 1089년 천우민안(天祐民安) 1090년 ~ 1097년 영안(永安) 1098년 ~ 1100년 정관(貞觀) 1101년 ~ 1113년 옹녕(雍寧) 1114년 ~ 1118년 원덕(元德) 1119년 ~ 1127년 정덕(正德) 1127년 ~ 1134년 대덕(大德) 1135년 ~ 1139년 | 1086년 ~ 1139년 | 현릉(顯陵) |
| 제5대  | 하 인종 (夏仁宗)                | 성덕황제 (聖德皇帝) (정황제(禎皇帝)) | 이인효(李仁孝) | 대경(大慶) 1140년 ~ 1143년 인경(人慶) 1144년 ~ 1148년 천성(天盛) 1149년 ~ 1169년 건우(乾祐) 1170년 ~ 1193년 | 1139년 ~ 1193년 | 수릉(壽陵) |
| 제6대  | 하 환종 (夏桓宗)                | 소간황제 (昭簡皇帝) (출황제(出皇帝)) | 이순우(李純佑) | 천경(天慶) 1194년 ~ 1206년 | 1193년 ~ 1206년 | 장릉(莊陵) |
| 제7대  | 하 양종 (夏襄宗)                | 경목황제 (敬穆皇帝)                  | 이안전(李安全) | 응천(應天) 1206년 ~ 1209년 황건(皇建) 1210년 ~ 1211년 | 1206년 ~ 1211년 | 강릉(康陵) |
| 제8대  | 하 신종 (夏神宗)                | 영문황제 (英文皇帝)                  | 이준욱(李遵頊) | 광정(光定) 1211년 ~ 1223년 | 1211년 ~ 1223년 | -          |
| 제9대  | 하 헌종 (夏獻宗)                | 효애황제 (孝哀皇帝)                  | 이덕왕(李德旺) | 건정(乾定) 1223년 ~ 1226년 | 1223년 ~ 1226년 | -          |
| 제10대 | -                               | 말황제 (末皇帝) (남평왕(南平王))     | 이현(李睍)     | 보의(寶義) 1226년 ~ 1227년 | 1226년 ~ 1227년 | -          |

## 대중 매체에서
- 일본의 라이트노벨 <슈토헬(シュトヘル)>: 몽골 제국에게 정복당하는 서하와 금나라가 주요 배경으로 등장하며, 작중의 주인공이 죽음을 무릅쓰고 지키려고 하는 것은 서하 문자이다.
- 고려거란전쟁: 당항 사신이라는 이름의 서하인이 등장한다.
- 크루세이더 킹즈 III: 1066년 당시 의종 치하의 서하가 등장한다.

## 같이 보기
- 탕구트
- 요나라 (송나라 시대에 존립하던 이민족 왕조)
- 금나라 (송나라 시대에 존립하던 이민족 왕조)